# W1906+40
W1906+40 är en L-dvärg i Lyran av Jupiters storlek. På stjärnans yta finns en enorm storm, lika stor som stora röda fläcken. Stormen har varat i minst två år, troligen längre.
W1906+40 upptäcktes av Wide-field Infrared Survey Explorer 2011.